# Leo Varadkar
Leo Eric Varadkar (Dublín, 18 de enero de 1979) es un expolítico y médico irlandés del partido Fine Gael, fue primer ministro o taoiseach de Irlanda entre 2017 y 2020, y entre 2022 y 2024.Fue también el líder del partido demócrata-cristiano Fine Gael entre 2017 y 2024. 
Anteriormente, ejerció los cargos de tánaiste o vice primer ministro entre 2020 y 2022, y Teachta Dála entre 2007 y 2024 en la Dáil Éireann como representante de la circunscripción de Dublin West. También fue Ministro de Trabajo, Transporte y Deportes; Ministro de Salud; Ministro de Protección Social; Ministro de Defensa y Ministro de Empresa, Comercio y Empleo con tres taoiseach distintos: Enda Kenny, él mismo y Micheál Martin.
Antes de iniciar su actual trayectoria, había forjado su carrera política como miembro activo de las Juventudes de Fine Gael (Young Fine Gael), donde adquirió experiencia y desarrolló su pasión por la política. Además, ocupó el cargo de vicepresidente en las Juventudes del Partido Popular Europeo, consolidando así su compromiso y contribución al ámbito político tanto a nivel nacional como internacional. 
El 18 de enero de 2015 hizo pública su homosexualidad en un programa de radio.En consecuencia, su discurso político en esta materia se distancia de la postura de la Iglesia católica.Apoyó la legalización del matrimonio entre personas del mismo sexo, en un referéndum de 2015.
El 2 de junio de 2017, fue elegido como taoiseach de Irlanda, convirtiéndose en el más joven en hacerlo y en el primer político abiertamente gay en ostentar este alto cargo público en la historia de dicho país. Además, también fue el cuarto jefe de Gobierno abiertamente homosexual del mundo en el tiempo moderno.
El 27 de junio de 2020 asumió como tánaiste de la República de Irlanda tras un pacto de gobierno entre el Fine Gael, el Fianna Fáil y el Partido Verde de Irlanda, lo sucedió como taoiseach el líder de la oposición y líder del Fianna Fáil Micheál Martin.
El 20 de marzo de 2024 anunció su dimisión argumentando que "Ya no es la persona adecuada para el puesto".

## Primeros años
Nacido el 18 de enero de 1979, en el Hospital Rotunda, Dublín. Varadkar es el tercer hijo y único varón de Ashok y Miriam (nacida como Howell) Varadkar. Su padre nació en Bombay, India, y se mudó al Reino Unido en la década de  1960 para trabajar como médico.Su madre, nacida en Dungarvan, Condado de Waterford, en el sur de Irlanda, conoció a su futuro esposo mientras trabajaba como enfermera en Slough.Se casaron en el Reino Unido a principios de 1971,luego vivieron en Leicester, donde nació la mayor de sus tres hijos, Sophie. La familia se mudó a la India antes de establecerse en Dublín en 1973, donde nació su segunda hija, Sonia.
Aunque Varadkar es hijo de un padre hindú y una madre católica, sus padres tomaron la decisión de criarlo en la fe católica. Fue educado en la Escuela Nacional St Francis Xavier, Blanchardstown. Su educación de segundo nivel tuvo lugar en The King's Hospital en Palmerstown, un internado dirigido por la Iglesia de Irlanda.
Durante su educación secundaria, se unió a la Juventud Fine Gael. Fue admitido en el Trinity College de Dublín (TCD) donde estudió brevemente derecho. Más tarde se cambió a la medicina. En el TCD estuvo activo en la sección de la Juventud Fine Gael de la universidad y se desempeñó como Vicepresidente de las Juventudes del Partido Popular Europeo, el ala juvenil del partido de nombre homónimo del cual Fine Gael es miembro. Varadkar fue seleccionado para el Programa de Servicio y Liderazgo de Washington Irlanda (WIP), un prestigioso programa de desarrollo personal y profesional de medio año para estudiantes de Irlanda.
Se graduó de la Facultad de Medicina (Trinity College de Dublín) en 2003, después de completar su pasantía en el Hospital KEM en Mumbai.Luego pasó varios años trabajando como médico júnior en el Hospital St. James y el Hospital Connolly, antes de calificar como médico general en 2010.

## Comienzo en la política

### Consejo del condado de Fingal (2003-2007)
Varadkar tenía veinte años y era estudiante de medicina de segundo año cuando se presentó sin éxito a las elecciones locales de Irlanda de 1999 en el área electoral de Mulhuddart. Varadkar fue cooptado al Consejo del Condado de Fingal en 2003, para el área electoral local de Castleknock, como reemplazo de Sheila Terry. En las elecciones locales de Irlanda de 2004, recibió el voto de primera preferencia más alto del país con 4,894 votos y fue elegido en el primer recuento.

### Dáil Éireann (2007-2011)
Varadkar fue elegido por primera vez Dáil Éireann en las elecciones generales de Irlanda de 2007. El entonces Líder de la Oposición, Enda Kenny, lo nombró  como Portavoz de Empresa, Comercio y Empleo del Fine Gael hasta una reorganización de 2010, cuando se convirtió en Portavoz de Comunicaciones, Energía y Recursos Naturales.En las elecciones generales de Irlanda de 2011, Varadkar fue reelegido para Dáil Éireann, con 8.359 votos de primera preferencia (una participación del 19,7% del padrón en un distrito electoral de cuatro escaños).

## Carrera ministerial

### Ministro de Transporte, Turismo y Deporte (2011-2014)
Cuando Fine Gael formó un gobierno de coalición con el Partido Laborista, Varadkar fue nombrado Ministro de Transporte, Turismo y Deporte el 9 de marzo de 2011.Esta fue considerada una cita sorpresa, ya que Varadkar no era conocido como un amante de los deportes. Dijo: "Aunque sé muchos deportes... yo no práctico ninguno".
En mayo de 2011, Varadkar sugirió que Irlanda era "muy poco probable" para reanudar los préstamos en 2012 y que podría necesitar un segundo rescate, lo que causó nerviosismo en los mercados internacionales sobre la credibilidad de Irlanda. Muchos de sus colegas del gabinete desaprobaron la franqueza de Varadkar, al igual que el Banco Central Europeo.El Taoiseach Enda Kenny repitió la línea del Gobierno de Irlanda, que el Estado no requeriría un nuevo rescate de la Unión Europea o el Fondo Monetario Internacional, y dijo que había advertido a todos los ministros que no menospreciaran públicamente la economía. Varadkar dijo que la reacción a la historia fue promovida pero que no fue citado incorrectamente. El Evening Herald describió repetidamente a Varadkar como propenso a las trampas.

### Ministro de Salud (2014-2016)

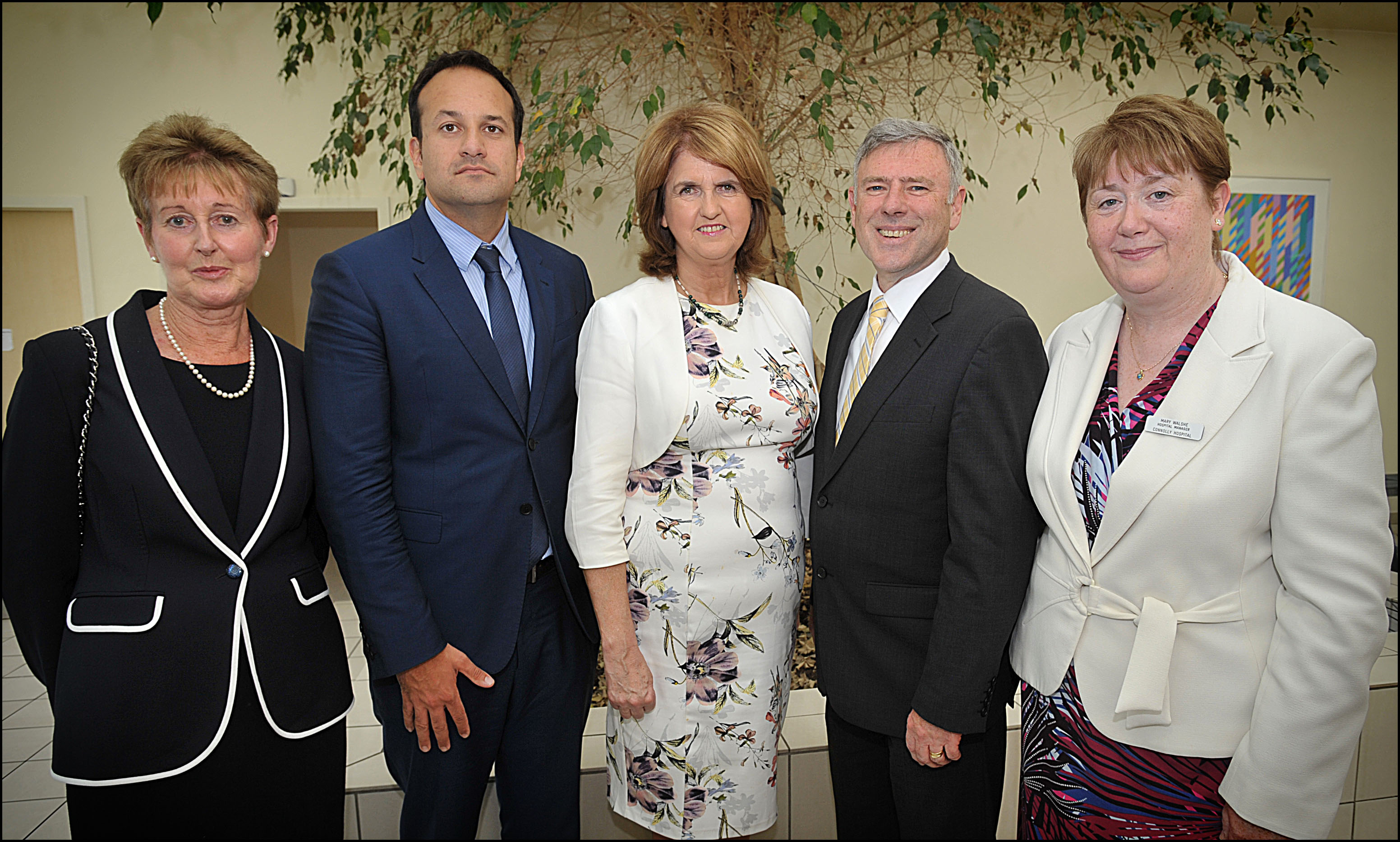
El Ministro de Salud Leo Varadkar con la Tánaiste Joan Burton en la apertura de una unida del Hospital Connolly, Blanchardstown, en julio de 2014.

En la reorganización del gabinete de julio de 2014, Varadkar reemplazó a James Reilly como Ministro de Salud.
Se presentó nuevamente al Dáil Éireann en las elecciones generales de Irlanda de 2016. Retuvo la cartera de salud en calidad de ministro interino hasta mayo de ese año, a causa de la demora en la formación del gobierno. En uno de sus actos finales como Ministro de Salud, Varadkar recortó € 12 millones de los € 35 millones asignados al presupuesto de ese año para atención de salud mental, y le dijo al Dáil Éireann que los recortes eran "necesarios ya que la financiación podría utilizarse mejor en otros lugares".

## Taoiseach (primer periodo) 2017-2020
Véase también: Elecciones internas del Fine Gael en 2017 & Gobierno de Irlanda del 32.º Dáil
El 2 de junio de 2017, Varadkar fue elegido líder de Fine Gael, derrotando a Simon Coveney.Aunque Coveney contó con el apoyo de más miembros de Fine Gael que Varadkar, el sistema de colegio electoral ponderó más fuertemente los votos de los parlamentarios del partido, y estos respaldaron firmemente a Varadkar.
Al igual que Enda Kenny, Varadkar contó con el apoyo de los Independientes y la abstención de los TD de Fianna Fáil para apoyar su investidura como Taoiseach. El 14 de junio de 2017, fue nombrado Taoiseach en una votación de 57-50 con 47 abstenciones.Se convirtió en el primer Taoiseach abiertamente gay de Irlanda, así como en el más joven. Sin embargo, no fue el jefe más joven de un gobierno irlandés; tanto Éamon de Valera como Michael Collins fueron más jóvenes al asumir sus respectivos cargos en gobiernos revolucionarios antes del establecimiento del estado. También es el primer jefe de gobierno de ascendencia india.También fue la primera vez que otro Taoiseach del Fine Gael fue sucedido por otro.
Uno de los primeros actos de Varadkar como Taoiseach fue anunciar un referéndum sobre el aborto para 2018. Dijo que el gobierno también trazaría una hoja de ruta para lograr una economía baja en carbono.
Su gobierno casi se derrumbó como resultado del escándalo de denunciantes de Garda y el papel de la Tánaiste (Vice primer ministro) Frances Fitzgerald en el mismo. Fianna Fáil, el principal partido de oposición, que estaba en un acuerdo de confianza y suministro con Fine Gael, amenazó con una moción de desconfianza a la Tánaiste. Esta acción habría derrumbado al gobierno y provocado una elección general. A pesar de los días de estancamiento, la crisis se evitó, después de que Fitzgerald renunció al gabinete para evitar las elecciones, lo que la mayoría del país no quería debido a la posibilidad de poner en peligro la posición irlandesa en las negociaciones del Brexit. Poco después de esto, Varadkar nombró al ex rival en la elección interna del Fine Gael y Ministro de Asuntos Exteriores y Comercio Simon Coveney como Tánaiste. También nombró a Heather Humphreys como Ministra de Negocios, Empresa e Innovación y a Josepha Madigan como Ministra de Cultura, Patrimonio y Gaeltacht, en una pequeña reorganización del gabinete.
Poco después de la crisis de Fitzgerald, se alcanzó un punto muerto en las conversaciones sobre el Brexit, ya que la líder del DUP Arlene Foster se opuso a un acuerdo acordado por Varadkar, la primera ministra británica Theresa May y el presidente de la Comisión Europea, Jean-Claude Juncker. Esto evitó que se alcanzara un acuerdo a medida que se acercaba la fecha límite. Varadkar declaró que estaba "sorprendido" y "decepcionado" de que el Reino Unido no pudiera llegar a un acuerdo. Sin embargo, más adelante en la semana se finalizó un acuerdo de consenso. Varadkar declaró que había recibido garantías del Reino Unido de que no habría una frontera dura entre la República de Irlanda e Irlanda del Norte. Más tarde dijo que él y su gabinete habían "logrado todo lo que nos propusimos lograr" durante las conversaciones antes de citar al  ex primer ministro británico Winston Churchill, diciendo: "Este no es el final, es el final del principio". Una encuesta realizada durante esos días por The Irish Times mostró a Varadkar con un índice de aprobación del 53%, el más alto para cualquier Taoiseach desde 2011, y mostró a Fine Gael con una ventaja de once puntos sobre Fianna Fáil. La satisfacción del gobierno también fue del 41%, la más alta en casi 10 años. El columnista del Irish Times Pat Leahy afirmó que Varadkar había terminado 2017 "en lo más alto" e Irish Central lo llamó la 'mejor hora' de Taoiseach. Su gobierno tenía previsto elevar la edad legal de jubilación a los 67 años en 2021 y a los 68 en 2028.

## Tánaiste
El 26 de junio de 2020, se anunció que Fine Gael, Fianna Fáil y el Partido Verde habían acordado formar un gobierno de coalición, marcando la primera vez que los dos principales partidos irlandeses habían formado un gobierno juntos. Como parte del acuerdo, el líder de Fianna Fáil, Micheál Martin, ocupará el cargo de Taoiseach hasta diciembre de 2022, mientras que Varadkar tomará el cargo de Tánaiste. Luego, la pareja intercambiará roles después de aproximadamente 2 años y medio, con Varadkar retomando el puesto de Taoiseach por el resto del mandato de la coalición. Martin fue elegido Taoiseach por el Dáil el 27 de junio, con Varadkar nombrado Tánaiste y Ministro de Empresa, Comercio y Empleo.

## Taoiseach
Fue nombrado de nuevo primer ministro de Irlanda el 17 de diciembre de 2022, sustituyendo a Micheál Martin.
El 20 de marzo de 2024 Varadkar anunció su intención de dimitir como taoiseach y líder del Fine Gael. La dimisión del liderazgo de su partido fue inmediata, pero continuó como taoiseach hasta que su sucesor, Simon Harris, fue elegido. El 24 de marzo Harris fue elegido, y el 9 de abril presentó su dimisión al presidente Higgins.
El 16 de julio de 2024 anunció que no se presentaría para la reelección en las siguientes elecciones generales y que se retiraba de la política.

## Vida privada
Varadkar es el primer líder del gobierno irlandés de origen indio y ha visitado la India en varias ocasiones. Completó su pasantía médica en el Hospital KEM en la ciudad de la infancia de su padre, Mumbai.
Durante una entrevista en RTÉ Radio el 18 de enero de 2015 (su cumpleaños número 36), Varadkar habló públicamente por primera vez sobre ser gay: "no es algo que me defina. No soy un político medio indio, ni un médico político o un político gay para el caso. Es solo parte de lo que soy, no me define, es parte de mi personaje, supongo". Varadkar fue un destacado defensor del referéndum sobre el matrimonio entre personas del mismo sexo en Irlanda. Su marido, Matthew Barrett, es médico en el Hospital Universitario Mater Misericordiae.
En junio de 2019, para conmemorar el 50° aniversario de los disturbios de Stonewall, un evento considerado decisivo en el movimiento actual de derechos LGBTQ, Queerty lo nombró una de las personas pioneras del Pride 50 que se aseguran activamente de que la sociedad siga avanzando hacia la igualdad, la aceptación y la dignidad para toda la población queer.
Varadkar completó un curso de irlandés profesional e ideó una forma en irlandés para su apellido, Leo de Varad.